# Canavalia favieri
Espèce
Classification phylogénétique
Statut de conservation UICN

 CR B1ab(iii)+2ab(iii); D : 
En danger critique
Canavalia favieri est une espèce de plantes à fleurs de la famille des Fabaceae. C'est une liane endémique de la Nouvelle-Calédonie.

## Description

### Aspect général
L'espèce se présente comme une liane volubile, qui peut monter jusqu'au sommet de grands arbres. Elle peut atteindre 10m de longueur.

### Feuilles
Les feuilles, alternes, composées trifoliées, sont brillantes. Leur pointe est un peu recourbée vers le bas.

### Fleurs
Les inflorescences, de 12 à 30 centimètres de longueur, comprennent des fleurs pourpre foncé en forme de bec.
La floraison a lieu toute l'année, avec un pic entre avril et juillet.

### Fruits
Les fruits sont de grosses gousses dont les bords sont un peu plus épais. Elles contiennent 3 à 8 graines.
La fructification a lieu en janvier, mai-juillet et septembre.

## Répartition
On trouve cette espèce dans la forêt sclérophylle (aussi appelée forêt sèche) de Nouvelle-Calédonie. Elle est répartie en de petites populations au Pic Jacob (Dumbéa) et à Oua-Tom (La Foa).

## Risques d'extinction
Cette espèce végétale a failli disparaître peu après sa découverte. Des chercheurs ont toutefois trouvé des graines et l'ont fait reproduire. Ils ont ainsi multiplié l'espèce et l'ont sauvée de la disparition définitive. Elle est actuellement proposée à la vente par certains pépiniéristes, qui valorisent son fort potentiel horticole.